# Mac Roth
Mac Roth [mak Roθ] ist der Name einer Sagenfigur aus dem Ulster-Zyklus der keltischen Mythologie Irlands.

## Mythologie
Mac Roth ist in der Sage Táin Bó Cuailnge („Der Rinderraub von Cooley“) der Pferdeknecht, Späher und Bote des Königs Ailill mac Máta von Connacht und seiner Gattin Medb. Er ist in der Lage, an einem einzigen Tag ganz Irland zu durchwandern.
Als Medb den König Ailill heiratet, verlässt sie ihr Stier und schließt sich der Herde ihres Gatten an. Dadurch in ihrem Stolz getroffen, will sie den einzigen Stier, der ihrem Findbennach gleichkommt, nämlich den Donn Cuailnge aus Ulster, erwerben oder ausleihen. Ihren Boten Mac Roth sendet sie deshalb zum Besitzer, Dáire mac Fiachna aus Cooley, um den Handel abzuschließen. Für ein Jahr bietet sie ihm
[…] fünfzig einjährige Färsen, einen Streitwagen und obendrein meine willigen Schenkel.
Als Dáire allerdings erfährt, dass Medb bei Ablehnung ihres Angebotes auch Gewalt anwenden würde, jagt er Mac Roth davon. Medb beginnt nun mit dem Krieg von Connacht gegen Ulster, in dem der jugendliche Ulter Cú Chulainn seine größten Heldentaten vollbringen wird.
Mac Roth ist während des Anmarsches der Connachter ständig auf Spähtrupp. Bei Thurneysen ist zu lesen, wie er das ganze Heer der Ulter beobachtet und jede Bewegung, jeden Kriegertrupp sofort an Medb weitermeldet. Er beschreibt die Anführer, so dass sie der zu den Connachtern übergetretene Fergus mac Róich dem Königspaar benennen kann. In den folgenden Kämpfen wird Mac Roth nicht mehr erwähnt.